# Stazione di Le Prese
La stazione di Le Prese è una fermata ferroviaria della ferrovia del Bernina, gestita dalla Ferrovia Retica. È al servizio della località di Le Prese, frazione di Poschiavo. La località prende il nome dalle opere idrauliche di captazione delle acque per uso idroelettrico. Il banchiere Sarasin di Basilea investì in tali impianti e con il suo intervento permise alla società che costruiva la ferrovia di compiere l'opera. La famiglia ampliò e gestì anche le attività alberghiere.

## Storia
La stazione entrò in funzione il 1º luglio 1908 insieme alla tratta Tirano-Poschiavo della linea del Bernina della Ferrovia Retica.